# Trout Area
Trout Area je rybářská disciplína pocházející z Japonska, která se stává stále populárnější, a to nejen v Japonsku, ale po celé Evropě. Volně přeloženo by se dala označit jako „moderní pstruhařina“. Jedná se o lov pstruhů přívlačí na uzavřených vodních nádržích, rezervoárech a rybnících. Součástí Trout Area je pořádání pstruhových závodů, které rok od roku nabývají na četnosti i významu. Pro mnoho rybářů je účast v Trout Area prestižní a trendy záležitostí. Vyhrává většinou počet ulovených kusů ryb.

## Lovené ryby
Nejčastěji se loví pstruh duhový a siven americký, kteří jsou chováni jak pro sportovní, tak konzumní účely. Průměrná velikost lovených ryb je mezi 30 a 45 cm. Pro zatraktivnění se často vysazují i větší ryby. Výjimkou nejsou asi 80 cm dlouzí duháci. Jako rarita se dosazují duháci albíni.

## Sezóna Trout Area
Hlavní sezóna probíhá od října do konce dubna, kdy se pořádá řada prestižních přívlačových závodů. Později je na mnoha rybnících chov pstruhů vzhledem k rostoucí teplotě vody a sníženému obsahu kyslíku problematický. V letních měsících proto majitelé soukromých revírů obsádku pstruhů často redukují, čímž snižují mortalitu ryb v revíru.

## Náčiní
Při trout area se většinou používají lehké krátké přívlačové pruty s délkou okolo dvou metrů, tenké vlasce a tenoučké pletené šňůry zakončené návazci z fluorocarbonu. Ve výbavě nechybí ani šetrné podběráky s pogumovanou sítí na podebírání ryb. Za nástrahu nejčastěji slouží různé variace pstruhových gumových nástrah a malé plandavky, často ve velmi výrazných fluo barvách opatřené jednoháčky bez protihrotu. Důležité je, aby rybář byl schopen dosahovat dalekých hodů, protože duháci často plavou daleko od břehu.